# Zelše
Zelše este o localitate din comuna Cerknica, Slovenia, cu o populație de 86 de locuitori.